# Anthemis aetnensis
Anthemis aetnensis Spreng. – gatunek rośliny z rodziny astrowatych. Występuje endemicznie na zboczach Etny, na Sycylii.

## Morfologia

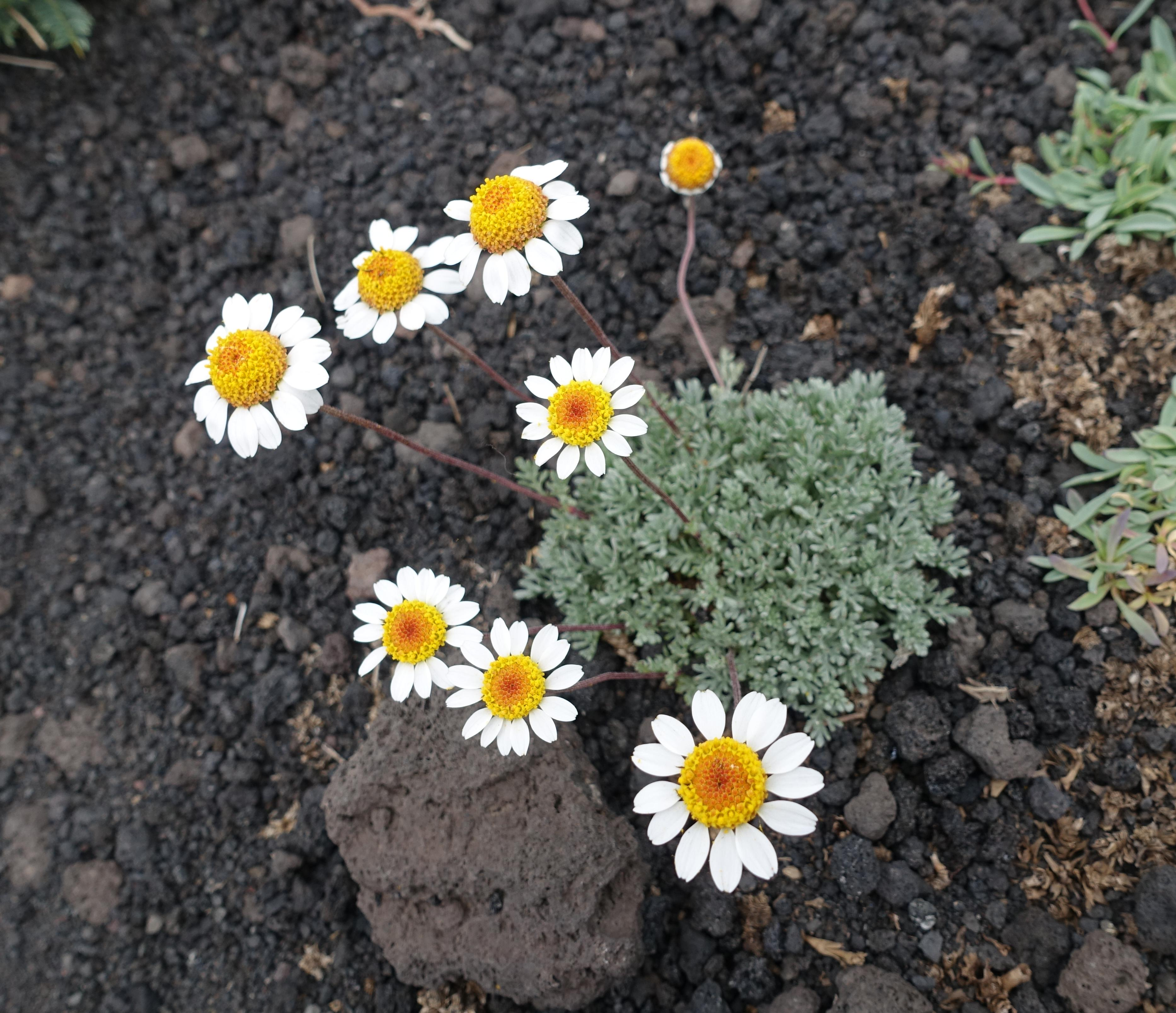

PokrójPółkuliste półkrzewy, o wysokości 6–25 cm.
PędyŁodyga zdrewniała u nasady, silnie rozgałęziona, o podnoszących się pędach bocznych.
LiścieLiście odziomkowe i łodygowe podwójnie pierzasto-sieczne, o zarysie odwrotnie lancetowato-łopatkowatym i wielkości 1×3 cm, mięsiste i szaro-kutnerowate.
KwiatyZebrane w koszyczek o średnicy 2–2,5 cm, wyrastający pojedynczo na szczycie łodygi. Okrywa półkulista, o średnicy 10–12 mm. Kwiaty języczkowe białe, o owalnych języczkach wielkości 2-5 x 4-7 mm, przeważnie różowych u nasady i łukowato odgiętych. Kwiaty rurkowate żółto-pomarańczowe, trójkątno-ostre, o rozmiarach 1,2×4 mm, z jasnobrązowymi lub niemal bezbarwnymi brzegami.
OwoceNiełupki o wielkości 2 mm, z bardzo widocznym użyłkowaniem.

## Biologia
RozwójChamefity, kwitnące od maja do sierpnia.
SiedliskoSkały magmowe i piasek wulkaniczny, na wysokości 1800–2400 m n.p.m., często do 3050 m n.p.m.
Cechy fitochemiczneW pędach nadziemnych tej rośliny obecne są laktony seskwiterpenowe, takie jak gwajanolid, hydruntinolidy A i B, germaradienolid i arbuskulina. Badanie ekstraktów z tej rośliny wykazało, że mają one znaczące właściwości przeciwutleniające i hamujące elastazę i mogą być stosowane w profilaktyce lub leczeniu stanów zapalnych, wrzodów, urazów skóry i zapalenia pęcherza moczowego.

## Systematyka
Gatunek należący do rodzaju rumian (Anthemis), zaliczanego do podplemienia Anthemidinae w plemieniu Anthemideae w obrębie podrodziny Asteroideae w rodzinie astrowatych (Asteraceae). 